# 孫悟空 (ドラゴンボール)
孫 悟空（そん ごくう）は、鳥山明の漫画『ドラゴンボール』およびアニメ『ドラゴンボール』シリーズに登場する架空のキャラクター。本編の主人公。

## 概要
作中では一時期彼の長男である孫悟飯が主人公を務めたこともあるが、全体を通しての主人公は基本的に悟空である。「孫」が名字で「悟空」が名前。惑星ベジータ生まれの戦闘民族サイヤ人で、サイヤ人としての本名は「カカロット」。他の純血サイヤ人からは基本的にこちらの名前で呼ばれている。「地球の人類を絶滅させる」という命令を施された上で生まれてまもなく宇宙船で単身地球へ送り込まれた。
山に捨てられていた彼を拾い育てた孫悟飯によると、赤ん坊の頃は手がつけられないほど荒々しかった。ある日、あやまって谷底に落ち、頭を強打した後は本編のような邪気のない性格になった。兄であるラディッツによると、これは頭に強い衝撃を受けたことで「命令」に関する記憶を失ったため。ただし、サイヤ人としての「戦うことが好き」という本能は消えず、強い相手と戦うことを生きがいとし、少年時代から多くの仲間やライバルとの出会いや戦いを経て、やがて地球の平和を脅かす悪と戦う存在となっていく。
その性分ゆえに対戦相手を殺すことに主眼を置いておらず、たとえ悪人であってもとどめを刺すことには反対し、あえて命を救う場合もあった（ピッコロ、ベジータ、フリーザ、魔人ブウなど）。また、アニメ『Z』『GT』においては仲間だけでなく、桃白白やピラフ一味などのかつての宿敵にも懐かしがる一面も持つ。

## プロフィール
- 誕生年：地球歴エイジ737[3]
- 出身地：惑星ベジータ[4]
- 人種：サイヤ人[4]
- 住居：東の439地区[5]
- 性別：男性
- 年齢：12歳（原作初登場時）[6]→47歳（原作最終回時）[7]
- 身長：145cm（15歳時）[8]→175cm（成人時）[9]
- 体重：40kg（15歳時）[8]→62kg（成人時）[9]
- 一人称：オラ[10]
- 二人称：おめえ
- 趣味：強い相手を見つけて闘うこと。
- 好きな食べ物：好き嫌いはなし[注 2]。
- 好きな乗り物：筋斗雲[9]
- 親友：クリリン[11]
- 弱点：だまされやすいこと[8]、寒さに弱いこと[12]

### キャスト
アニメ
- 野沢雅子

ゲーム
- 野沢雅子

実写俳優
- ジャスティン・チャットウィン[13]

吹き替え
- 山口勝平[14]

日本国外版での声優
- 英語版
  - ショーン・シュメル[15]
- フランス語版
  - ブリジット・ルコルディエ[16]
- メキシコ版
  - マリオ・カスタネダ[17]
- 韓国語版
  - キム・ファンジン[18]

## 人物像

### 名称
名前の由来は中国の伝奇小説『西遊記』の孫悟空から用いられた名前である。作中では育ての親である孫悟飯によって名付けられた。サイヤ人としての本名である「カカロット」の名前の由来は、野菜の人参（キャロット）から用いられた。
英語圏、フランス語圏、スペイン語、ポルトガル語などでは、「Son Goku」または単に「Goku」と呼ばれている。韓国では「손오공」、中国語簡体字では「孙悟空」（Sūn Wùkōng）、ヒンディー語では「सन गोकू」、アラビア語では「سون غوكو」と名称されている。

### 性格
元気で明るく、穏やかで清い心を持ち、仲間のことを思いやる優しい心の持ち主である。細かいことは気にせず、目指す物にまっすぐ突き進む性格であり、大抵のことを「ま、いいか」の一言で済ますなどあまり物事を深くは考えない能天気で軽い性格。この「ま、いいか」は野沢いわく「悟空を象徴する台詞」とのこと。心が清らかでないと乗れない筋斗雲にも乗ることが可能であり、アックマンとの戦いでは、アックマンがわずかな悪の心を増幅して爆発させる「アクマイト光線」を放ってきたが、悪の心がまったくない悟空には効かなかった。
非常に無邪気な心を持つ一方、亀仙人いわく、度が過ぎるほど素直で真面目とのこと、父親になりたての頃は息子の悟飯に対してやや甘く、親として未熟な部分が目立った。作者の鳥山も「悟空は子育てに興味がない。父親としては完全に失格」、「悟空はただ強くなりたいだけで、他の本能はない感じ。だから興味のないことには本当に何の興味も示さない。きっと結婚も興味なかった」などと語っている。しかし、時が経つにつれ威厳を身に付け、父親、師匠としての振る舞いも見せるようになっていった。一方でどんな悪人相手でも、命乞いをされるとトドメがさせないという良く言えば優しい、悪く言えば非情になれない甘い気質であり、ピッコロからもそれが一番の弱点だと忠告された。そのため実兄ラディッツとの戦いで彼の命乞いに騙されて尻尾を離して窮地に陥ったこともあった。鳥山によれば、人数が多いとあまり喋らないキャラクターとのこと。ほかのキャラクターとの差別化のために、一匹狼風になるように心掛けられたという。自分がひねくれた人間であるため、逆に純粋で無邪気なキャラクターを描きたくなる、とも語っている。連載終了直後のインタビューでは、描いていて一番わくわくするのは悪役が暴れている中、悟空を溜めて溜めて登場させるときであると述べている。鳥山は一番好きなドラゴンボールのキャラクターについてコメントを求められた際「作者としては当然、悟空」と答えている。

### 勉強・労働
亀仙流の達人、孫悟飯に拾われ育てられたことから、武道を通しての礼節（ドラゴンボール（四星球）を位牌代わりに拝んだり、試合前の礼など）はわきまえていたが、人里離れた山で生活していたため社会的常識が欠けており、勉強も苦手であった。後に亀仙人に師事することで言葉遣いや最低限の読み書き、計算などの一般常識などを身に付けた。ただし、占いババの宮殿に向かった時、紙の地図を読めなかった。また、漫画『超』の第6宇宙選抜メンバーとの試合開始前に行われたペーパーテストではギリギリで失格を免れるラインの点数であった。原作では、セルゲーム前に家族を乗せてドライブをしている場面があり、アニメではピッコロとともにエアカー教習所に行かされ一度は試験に失敗するも、チチに徹夜で勉強させられた甲斐もあり、無事に筆記試験を合格し免許を取得した。
仕事に関してはチチによれば、結婚以後「一度も働いたことがない、一銭も稼いだことがない」とのこと。人造人間編では、チチは悟空が悟飯を鍛える条件として悟空が働くことを提案し、悟空も約束したが、その後、悟空は死んでしまったためそれが報われることはなかった。『超』では平和になった世界でついに農業従事者として働かざるを得なくなったようで、トラクターや鍬などで土地を耕作する場面がある。ただし、ミスター・サタンから世界平和賞の報奨金である1億ゼニーを贈られたことでチチの許しを得たため、界王のもとに修行へと旅立っていった。

### 容姿・服装
キャラクターの原型は鳥山明が『ドラゴンボール』連載前に描いた読み切り漫画『騎竜少年』の主人公「唐童」を参考にしており、髪型の由来について鳥山は「作った時は意識していなかったけど、『鉄腕アトム』の影響かな」と『鉄腕アトム』の主人公アトムの影響と語っている。

#### 戦闘服
山吹色の道着
悟空の代名詞ともいえる服装であり、はじめて天下一武道会に出場するときに、亀仙人から贈られた。幼い頃は素肌に直接着ていたが、成長してからはアンダーシャツやブーツを着用するようになった。コスチュームの素材はコットン中心となっている。鳥山によると、悟空はもともと映画『少林寺』のイメージがあったので山吹色と決めており、それだけでは色味が少ないので帯を青にしたという。また、胸と背中のマークも時代ごとに異なる。
- 第21回天下一武道会からラディッツ戦までは、「亀」のマーク。
- 界王星での修行後からベジータ戦までは「界王」のマーク。
- ナメック星編からフリーザとの戦いまでは、「悟」のマーク。

人造人間編以降も山吹色の道着を着用しているが、胸と背中のマークは消えている。

#### 私服
カジュアル
普段着も基本的には、山吹色の道着を着ているが、その土地特有の服を着ることもある。
- 第23回天下一武道会開催前には、作務衣風の上着に番傘で頭にはターバンを巻いている[40]。
- ヤードラット星から帰った時にはヤードラット星人の服を着用[40]。
- セルゲームを前にして、家族で束の間の休息をしていたときは、カジュアルなジャケットを着用[40]。

フォーマル
悟空本人は嫌がっているが、フォーマルな服も着用している。
- はじめて天下一武道会に出場するときには、亀仙人から贈られたスーツを着用[40]。
- 占いババの宮殿に向かう前には、ヤムチャの勧めでお坊ちゃん風な服を着用[40]。
- 本編では着用していないが、扉絵ではタキシードを着用し、チチとドライブしている[40]。

その他の服装
- 小さいころにウーロンから村人を守るために女の子の格好をしている[40]。
- ジングル村では、寒さから身を守るためにスノから服を借りて、マッスルタワーで戦った[40]。

### 食事
無類の大食漢であり、何十人前もの料理をあっという間に平らげる健啖家である。第21回天下一武道会で亀仙人が優勝した際にもらった優勝賞金の50万ゼニーのうち47万ゼニーを1回の食事でほとんど使い果たしたことがある。アニメ第84話「めざせ武道天下一!!」では、第22回天下一武道会の開催前日に亀仙人が景気づけにと悟空たちに食事をごちそうしようとしたが、前回大会での悟空の大食漢ぶりを忘れていたため、悟空が「オラ食うぞ～」の台詞で思い出し、「やっぱり試合前は腹八分にして……」とお願いするも時すでに遅し。悟空はレストランで今回も大食いし、亀仙人はお金が足りず店主にツケで払った。飲み物に関しては、コーヒーは苦くて苦手であり、アニメでは、酒もあまり好きではないとのことだが、ブウ戦後のブルマ家でのパーティではビールを飲んでいた。

### 交友関係
クリリン
亀仙人の元で知り合い、以後、共に亀仙人の元で修行し合い、1番の親友になった。少年時代にタンバリンによってクリリンが殺された際には愁嘆し、殺意と憤怒を剥き出しにした。ナメック星編ではフリーザによりクリリンが殺害され、伝説の超サイヤ人に変身した。
ブルマ
原作で悟空が1番はじめに出会った人物。ブルマとの出会いにより、悟空は冒険へと出ることになった。
ベジータ
元々は敵対関係であり、ベジータが地球に襲来した際は激闘を繰り広げた。以降も和解をしたわけではないが、共同戦線を張ってる。魔人ブウ編でベジータが魔人ベジータになった際は再度戦ったが、魔人ブウとの最終決戦でベジータが見出した悟空の強さへの姿勢は「"勝つために戦う"のではなく、"負けないために戦う"」というもので、それ故に「相手の命を絶つことにはこだわらない」と評されて、ついにはライバルであった彼からもNo.1と認められた。
ピッコロ
元々は敵対関係であり、天下一武道会では激闘を繰り広げた末に勝利し、悟空は天下一武道会で初優勝を果たした。以降は地球の危機のたびに共に戦う間柄となった。ラディッツ戦後、悟飯がピッコロに「お父さんから修行を教えて貰いたい」という発言をした際、ピッコロは悟空を「他人に対する厳しさが全くなく、師匠にはまるで向かない」と評した。しかし、成長するにしたがって、父として、師としての威厳を身に付け、息子の悟飯や孫悟天、孫のパンやウーブを指導することとなる。

### 信条
たとえ悪人であっても基本的に自分より弱い者の命を奪うことはせず、悟空が一対一の戦いで相手に対する殺意を見せたのはこの一件から始まるピッコロ大魔王との戦いのみ。ただしベジータ、フリーザ、セル、純粋の魔人ブウなど、地球や宇宙にとって危険な存在と判断し、追いつめられた際は相手の殺害もやむ無しという態度を取っている。特にフリーザに対しては親友のクリリンが殺されたこともあり、「今度はこのオレがきさまを滅ぼす」と発言した。多くの場合は私闘での一対一を望むが、地球、ひいては宇宙全体を巻き込む大敵との闘いでは（本意ではないにせよ）総力戦もいとわない。分かり易い例では、セルとの戦いで、当時自身の力を大きく超えていた悟飯に戦いを委ねていたが、その際に「はやく（セルの）とどめをさせ!!!」と躊躇わず悟飯へ指示していた。鳥山明は「こっちは多人数なのに、敵はひとりなんですよ。卑怯じゃないですか。一対一で闘いたかったというのが、悟空の本音じゃないでしょうか」と語っている。
鳥山は「悟空はある意味、本当に誰かを助けたいなら手を組んで戦えば助けられるのに、という場面でも戦いにこだわるという、真にいいやつじゃないところや健全さを欠いた部分が好きですね。何も邪念がなく、ただ強くなりたいだけという部分が描いてて面白いですね。結果的には人々を助けるけど、純粋がために何かを犠牲にしてでも勝ちたいという、助けたい一心で戦うわけじゃないところが好き。戦いたいから戦うだけで、実はあんまり健全じゃないんです」「悟空に友情は無いです。たまたま友情になっている感じです。意識せずに描いてたまたまそうなったらいいなっていう感じです」と言っている。また、鳥山は「基本的に悟空は人のために闘っているのではなく、自分が強い奴と闘ってみたいだけでやっているような部分がある。だから『ドラゴンボール』のアニメで正義のヒーローもの的な作り方をしている部分はずっと不満で、陰に見え隠れするちょっとした『毒』の要素がなかなかつかんでもらえなかった」と語っている。上述したようにフリーザ・セル・ブウなどの悪人、強敵との戦いを自身の強さを極めるために楽しむことと、事態の危険度を俯瞰で捉えており、目的を果たすための策も考慮する場面が多い。
一方で長年悟空を演じた声優の野沢雅子はインタビューでは「悟空は大人になっても子供の頃と変わらないんですよね。絶対に上辺だけで人を判断しませんし、差別しない。常識はずれなところもありますけど、子供のままの心を持った本当にピュアな人です。悟空はたくさんの敵と戦ってきましたが、どの相手のことも“悪”だとは思っていないんですよね。」「悟空を悪く言われるのは嫌なんです。悟空って素直で純じゃないですか。悪く言う人はいないんですけど『もう〜悟空は』なんて言われることあるんですよ。そうすると自分のことじゃないのに『え？ 何？』って」「悟空はねぇ、誰でもすぐにお友だちになりますからね。」「世の中の人がみんな悟空のようだったら、とってもいい世の中になると思います。」など逆に悟空の生き方や人柄を高く評価している。

### 女性関係
元々恋愛や女性には興味がなく、鳥山明は「チチや悟飯などの家族も仲間の一人という感覚しかないかもしれない」と語っている。しかし、妻のチチに対する感情表現も、あまり表立っては描かれていないが、2人の子供を儲けていることや、アニメやゲームではチチに抱きつかれて照れる描写も何度かあるなど、女性として意識している。また、人造人間編ではチチを自分の妻・家族として大切にしていることが垣間見える描写もいくつか描かれた。自身が死別、あるいはあの世に戻る機会は劇中で3回あるが（後述の死亡歴参照）、いずれの場面においてもチチのことを気にかけて名前を呼んでおり、息子である悟飯と悟天にチチのことを任せる言葉を残している。仕事らしい仕事をしていないために収入がないこともあってチチに対する立場は弱いらしく、チチが悟空に強く出ることはあっても逆はほとんどない。また、フリーザ戦後に悟空が帰ってこない理由を亀仙人に「嫁さんが怖いから」と推測されたり、前述の老界王神を懐柔する際にベジータから「人の妻（ブルマ）ではなく自分の妻でやればいいだろ」と抗議されたところ「あいつは（老界王神が喜ぶような）ピチピチじゃないし殺されてしまう」と答えている。
幼いころは股間を軽く叩くこと（俗称「パンパン」）によってのみ、その人の性別を判別し、当初は「男女」の違いさえ理解していなかった。しかし、その後は男女の区別がつくようになったようで、ウパを男だと判断できていた。結婚する際も、チチに「ヨメ」と言われても何のことか分からず、食べ物のことだと思っていた。大人になってからは一般常識程度は身に付けたようで、クリリンと結婚した人造人間18号との間に子供がいることに対し、「ロボットなのに子供ができるのか」と驚いていたり、連載終盤になるとヘソを曲げた老界王神のスケベな本性を見抜き、ドラゴンボールの使用や悟飯の潜在能力開放をするため、ビーデルやブルマに色仕掛けをさせて懐柔しようとしたこともある。なお、これは悟飯やベジータに猛抗議され未然に終わった。『超』でブルマの胸が垂れたことをジャコから聞かされてからは度々そのことを持ち出しベジータにも呆れられている。『超』第60話では未来のトランクスの未来のマイへの口移しを見た際にキスをしたことがないことを明かし、ベジータが「結婚しているじゃないか」と突っ込むと「何か関係あんのか?それが」とキスが夫婦同士で行うスキンシップであることを知らない様子を露呈した。漫画版『超』ではブルマが妊娠して腹が大きくなったのを食べ過ぎと勘違いする様子も見せた。

### 死亡歴
原作本編では2度死亡しており、いずれも悟飯を守るため、地球に迫る重大な危機を回避するため自ら判断した結果である。また、未来からやってきたトランクスの世界では人造人間戦前に侵されたウイルス性の心臓病で死亡しており、『ドラゴンボールZ 絶望への反抗!!残された超戦士・悟飯とトランクス』では仲間たちが見守る中でパオズ山の自宅で息を引き取る様子が描かれた。
- 1度目：ラディッツとの戦いで、ラディッツを倒すために羽交い絞めにしたところをピッコロの魔貫光殺砲で、ラディッツもろとも撃ち抜かせたことによるもの。
- 2度目：セルとの戦いで、孫悟飯に追い詰められた末に地球を道連れに自爆しようとしたセルを阻止するために瞬間移動を使って界王星へ跳躍。地球への損害は防ぐが、自らは爆発に巻き込まれて消滅した。

2度目に死亡した際に、仲間たちは悟空の蘇生を神龍に頼むも、かつてブルマから「悟空が悪者を引き寄せる」と指摘されたことに鑑みて、あの世から仲間たちに対して「生き返らせてくれなくていい」と語りかけた。しかし、明るい口調で言ってたきたため、クリリンから「あまり悲しくない」と言われた。しかし、その後すぐに「やっぱり悟空がいないとさびしいや」と本音を吐露している。未来のトランクスが未来へ帰還する際、悟空の仲間たちは悟空の死を追悼して喪服や喪章を着用していた。
『ドラゴンボールGT』では、最後悟空は神龍と共に飛び去って行ったが、悟空が結局どうなったのかについては、明言はされていない。ベジータ、ピッコロ、亀仙人は何かを察していたようだが作中で語られることはなかった。悟空は生きているのか死んでいるのかわからないというイメージのラストシーンは『ドラゴンボールGT』を立ち上げた時から決められており、「あったけえな…神龍の背中」という台詞は、かなり以前の段階から発案され、最終話のために暖められていた。脚本担当の前川は一星龍の攻撃で深い穴の底に沈んでからのことについて「そこで死んだのかもしれないし、そうでない別のものになったのかも知れない。その判断は、ご覧になられた皆さんの想像に、おまかせします」とコメントしている。また、ベジータだけが唯一その行き先に気付いていると語っており、「私の勝手な想像では、もしかしたらチチのところにだけは、たまにフラっと姿を見せに来ているかも知れない」とコメントしている。

### 家系図
| バーダック | バーダック | バーダック | バーダック | バーダック | バーダック |            |            | ギネ       | ギネ       | ギネ | ギネ | ギネ | ギネ |  |  | 孫悟飯 （育ての親）   | 孫悟飯 （育ての親）   | 孫悟飯 （育ての親）   | 孫悟飯 （育ての親）   | 孫悟飯 （育ての親）   | 孫悟飯 （育ての親）   |  |  | 牛魔王 | 牛魔王 | 牛魔王 | 牛魔王 | 牛魔王 | 牛魔王 |  |  | ミスター・サタン | ミスター・サタン | ミスター・サタン | ミスター・サタン | ミスター・サタン | ミスター・サタン |          |          | ミゲル   | ミゲル   | ミゲル | ミゲル | ミゲル | ミゲル |  |  |  |  |
| バーダック | バーダック | バーダック | バーダック | バーダック | バーダック |            |            | ギネ       | ギネ       | ギネ | ギネ | ギネ | ギネ |  |  | 孫悟飯 （育ての親）   | 孫悟飯 （育ての親）   | 孫悟飯 （育ての親）   | 孫悟飯 （育ての親）   | 孫悟飯 （育ての親）   | 孫悟飯 （育ての親）   |  |  | 牛魔王 | 牛魔王 | 牛魔王 | 牛魔王 | 牛魔王 | 牛魔王 |  |  | ミスター・サタン | ミスター・サタン | ミスター・サタン | ミスター・サタン | ミスター・サタン | ミスター・サタン |          |          | ミゲル   | ミゲル   | ミゲル | ミゲル | ミゲル | ミゲル |  |  |  |  |
|            |            |            |            |            |            |            |            |            |            |      |      |      |      |  |  |                       |                       |                       |                       |                       |                       |  |  |        |        |        |        |        |        |  |  |                  |                  |                  |                  |                  |                  |          |          |          |          |        |        |        |        |  |  |  |  |
|            |            |            |            |            |            |            |            |            |            |      |      |      |      |  |  |                       |                       |                       |                       |                       |                       |  |  |        |        |        |        |        |        |  |  |                  |                  |                  |                  |                  |                  |          |          |          |          |        |        |        |        |  |  |  |  |
|            |            |            |            | ラディッツ | ラディッツ | ラディッツ | ラディッツ | ラディッツ | ラディッツ |      |      |      |      |  |  | 孫悟空 （カカロット） | 孫悟空 （カカロット） | 孫悟空 （カカロット） | 孫悟空 （カカロット） | 孫悟空 （カカロット） | 孫悟空 （カカロット） |  |  | チチ   | チチ   | チチ   | チチ   | チチ   | チチ   |  |  |                  |                  |                  |                  |                  |                  |          |          |          |          |        |        |        |        |  |  |  |  |
|            |            |            |            | ラディッツ | ラディッツ | ラディッツ | ラディッツ | ラディッツ | ラディッツ |      |      |      |      |  |  | 孫悟空 （カカロット） | 孫悟空 （カカロット） | 孫悟空 （カカロット） | 孫悟空 （カカロット） | 孫悟空 （カカロット） | 孫悟空 （カカロット） |  |  | チチ   | チチ   | チチ   | チチ   | チチ   | チチ   |  |  |                  |                  |                  |                  |                  |                  |          |          |          |          |        |        |        |        |  |  |  |  |
|            |            |            |            |            |            |            |            |            |            |      |      |      |      |  |  |                       |                       |                       |                       |                       |                       |  |  |        |        |        |        |        |        |  |  |                  |                  |                  |                  |                  |                  |          |          |          |          |        |        |        |        |  |  |  |  |
|            |            |            |            |            |            |            |            |            |            |      |      |      |      |  |  | 孫悟飯                | 孫悟飯                | 孫悟飯                | 孫悟飯                | 孫悟飯                | 孫悟飯                |  |  | 孫悟天 | 孫悟天 | 孫悟天 | 孫悟天 | 孫悟天 | 孫悟天 |  |  |                  |                  |                  |                  | ビーデル         | ビーデル         | ビーデル | ビーデル | ビーデル | ビーデル |        |        |        |        |  |  |  |  |
|            |            |            |            |            |            |            |            |            |            |      |      |      |      |  |  | 孫悟飯                | 孫悟飯                | 孫悟飯                | 孫悟飯                | 孫悟飯                | 孫悟飯                |  |  | 孫悟天 | 孫悟天 | 孫悟天 | 孫悟天 | 孫悟天 | 孫悟天 |  |  |                  |                  |                  |                  | ビーデル         | ビーデル         | ビーデル | ビーデル | ビーデル | ビーデル |        |        |        |        |  |  |  |  |
|            |            |            |            |            |            |            |            |            |            |      |      |      |      |  |  |                       |                       |                       |                       |                       |                       |  |  |        |        |        |        |        |        |  |  |                  |                  |                  |                  |                  |                  |          |          |          |          |        |        |        |        |  |  |  |  |
|            |            |            |            |            |            |            |            |            |            |      |      |      |      |  |  |                       |                       |                       |                       |                       |                       |  |  |        |        |        |        |        |        |  |  |                  |                  |                  |                  |                  |                  |          |          |          |          |        |        |        |        |  |  |  |  |
|            |            |            |            |            |            |            |            |            |            |      |      |      |      |  |  |                       |                       |                       |                       | パン                  |                       |  |  |        |        |        |        |        |        |  |  |                  |                  |                  |                  |                  |                  |          |          |          |          |        |        |        |        |  |  |  |  |
|            |            |            |            |            |            |            |            |            |            |      |      |      |      |  |  |                       |                       |                       |                       |                       |                       |  |  |        |        |        |        |        |        |  |  |                  |                  |                  |                  |                  |                  |          |          |          |          |        |        |        |        |  |  |  |  |
|            |            |            |            |            |            |            |            |            |            |      |      |      |      |  |  |                       |                       |                       |                       | 3代不明               |                       |  |  |        |        |        |        |        |        |  |  |                  |                  |                  |                  |                  |                  |          |          |          |          |        |        |        |        |  |  |  |  |
|            |            |            |            |            |            |            |            |            |            |      |      |      |      |  |  |                       |                       |                       |                       |                       |                       |  |  |        |        |        |        |        |        |  |  |                  |                  |                  |                  |                  |                  |          |          |          |          |        |        |        |        |  |  |  |  |
|            |            |            |            |            |            |            |            |            |            |      |      |      |      |  |  |                       |                       |                       |                       | 孫悟空Jr.             |                       |  |  |        |        |        |        |        |        |  |  |                  |                  |                  |                  |                  |                  |          |          |          |          |        |        |        |        |  |  |  |  |

## 年譜

### 原作
本編で明かされていない年齢は『DRAGON BALL 超エキサイティングガイド ストーリー編』より。
エイジ737
惑星ベジータでサイヤ人の下級戦士バーダックとギネの息子として誕生。3年近く保育機に入った後、地球へ送られる。アニメでは生後まもなく、侵略目的で地球に送り込まれ、それからしばらくして惑星ベジータはフリーザによって消滅させられ、両親のバーダックやギネも含めサイヤ人のほとんどが死亡した。
地球に到着した後に孫悟飯に拾われたが、当初は大暴れしていて手に負えなかったが、ある日誤って谷から落ちて頭を強打し死にかけたが、奇跡的に助かり、それ以降は凶暴な性格が消え、大人しい優しい子になった。
満月の夜は怪物（大猿化した悟空のこと）が出るから決して外に出てはいけないと悟飯に言われていたが、ある日小便するために外へ出て満月を見てしまい大猿化し、育ての親である悟飯を踏みつぶしてしまった。以後、悟空は形見であるドラゴンボール（四星球）を「じいちゃん」と呼び、山奥に一人で暮らすこととなる。
エイジ749（12歳）
原作はここから始まる。
ドラゴンボールを探しに来た少女ブルマと出逢い、共に旅を始める。じっちゃん（悟飯）以外の人間に出会ったのはブルマが初めてであり、女性を見たのも初めてである。
旅を続けるうちに亀仙人やウーロン、ヤムチャ、そして将来の妻となるチチなどと出会う。
ドラゴンボール探しが終わったあと、後に親友となるクリリンとともに亀仙人に弟子入りする。ランチともこのときに知り合い、カメハウスで同居する。
エイジ750（12〜13歳）
8か月間の修業のあと、第21回天下一武道会に出場。孫悟空は決勝で亀仙人が変装したジャッキー・チュンに敗れ準優勝となる。
武道会後、祖父の形見の四星球を探すため、再びボール探しの旅をする（このとき、ペンギン村に立ち寄り則巻アラレらと出会っている）。同じくボール集めを行っていたレッドリボン軍と戦いつつ四星球は手に入れたが、レッドリボン軍に雇われた桃白白に敗死したボラ（友達となったウパの父親）を蘇生させるため、全てのドラゴンボールを集めることに方針変更。カリン塔で修行を積み、桃白白、レッドリボン軍を撃破。最後の一星球はドラゴンレーダーに反応しなかったため、亀仙人の紹介で知った占いババに突き止めてもらうことにする。その条件としての試合や一星球を隠し持っていたピラフ一味にも勝利し無事に目的を果たし、併せて四星球も確保。直後に亀仙人の勧めで、3年後の天下一武道会に向け単独での修行の旅に出る。
エイジ753（15〜16歳）
第22回天下一武道会に出場し、決勝で天津飯と対戦。優位に立つが、僅差で場外に落ちてしまい、準優勝に終わる。試合後、四星球をピッコロ大魔王の手下のタンバリンに奪われ、クリリンも殺される。タンバリンを倒して仇を討つも、ピッコロに敗北する。ピッコロを倒すべく、超神水を飲んでパワーアップを果たし、ピッコロを打ち倒した。その後、天界でピッコロに破壊されたドラゴンボールを復活させ仲間を生き返らせると、そのまま天界で修行をする。
エイジ756（18歳）
第23回天下一武道会に出場するために仲間たちの元に成長した姿（大人の体型）で登場し、仲間たちみんなが驚いていた（悟空本人もブルマに指摘されるまで背が伸びたことに気づかず、頭に巻いていたターバンを取るまで亀仙人ですら悟空と気づかなかった）、大人びたような雰囲気が少なからず出始める。大猿化を危惧した神様から、月を作り直すためにも、尻尾を二度と生えないようにされている。第23回天下一武道会の最中にチチにプロポーズの返事をする。決勝戦ではピッコロ大魔王の息子であり生まれ変わりのマジュニアと激闘を繰り広げる。両腕両足に重傷を負い、動けなくなったところをマジュニアのエネルギー波を受け、消滅したように見えたが舞空術で回避しており、不意を突いた突撃でマジュニアを場外に落とし、勝利して初の優勝を飾る。
エイジ757（20歳）
息子の孫悟飯をもうける。
エイジ761（24歳）
息子の悟飯を連れて、カメハウスに遊びに行った際、実兄のラディッツと対面し、ラディッツから自分がサイヤ人であるという出生と地球に来た経緯を知らされる。サイヤ人の仲間になることを拒否するが、ラディッツの一撃に敗れ、悟飯を誘拐される。ピッコロと手を組み、ラディッツを拘束した状態から魔貫光殺砲を受けて、致命傷を負い、悟飯の無事を確認した後に息絶える。1年後に地球にやってくる新たなサイヤ人を迎え撃つべく、復活までの間、あの世で界王の下で修行を積む。
エイジ762（25歳）
サイヤ人襲来前日にドラゴンボールで生き返る。サイヤ人と戦う悟飯たちのもとへ向かい、仲間たちを次々と殺したナッパを倒した後、ベジータと交戦。限界以上の界王拳でベジータにダメージを与えていくが、大猿に変身したベジータに放とうとした元気玉が不発に終わる。ベジータの手で全身の骨を砕かれ戦闘不能に追い込まれるが、悟飯、クリリン、ヤジロベーに助けられて命拾いする。戦い終えた後、ナメック星行き案を実現させるべく、界王に連絡を取った。
エイジ762〜764（25歳〜27歳）
ベジータ戦での重傷から回復し、仲間を生き返らせるため新たなドラゴンボールを求めナメック星に向かった悟飯たちの後を追う。到着後ギニュー特戦隊を撃破し、その際の負傷を治療した後にフリーザと対峙する。最終形態に変身したフリーザに敗れたベジータから惑星ベジータが消滅した真の理由を知り、サイヤ人の手でフリーザ打倒を託される。苦戦する中で元気玉をフリーザに食らわせるが、その直後に一番の親友であるクリリンを眼前で殺され、その怒りから伝説の戦士超サイヤ人に変身し、フリーザを圧倒して勝利した。凄まじい戦いの影響で崩壊寸前となったナメック星からギニュー特戦隊の小型宇宙船で辛くも脱出し、ヤードラットに漂着。「瞬間移動」を身につけ、1年後に地球に帰還する。このとき未来から来た少年トランクスに3年後に現れる人造人間のことを知り、「あなたはウイルス性の心臓病に侵されて死ぬ」と警告される。
エイジ767（30歳）
人造人間19号、20号との闘いの最中に心臓病の発作が現れ、自宅で休養することになる。トランクスから貰った薬を服用して休養した後、人造人間や新たに現れたセルを倒すため天界で息子の悟飯とともに修行に励み、徹底的に鍛え上げるが、暴走したセルの自爆から地球を救うために自ら犠牲となって死ぬ。セルゲーム開始前、チチは第二子（孫悟天）を妊娠していた。
エイジ767〜774（31歳〜37歳）
あの世で修行をする。この期間に超サイヤ人2と超サイヤ人3への変身を習得する。
エイジ774（37歳）
第25回天下一武道会に出場するため、占いババの力によって1日だけこの世に帰るが、魔人ブウ騒動に巻き込まれる。ブウとの闘いのさなか、超サイヤ人3への変身を披露。孫悟天とトランクスにフュージョンを伝授し、あの世に帰る。その後、ブウによる地球存亡の危機を回避するため老界王神の命を貰うことにより再び生き返り、全地球人のエネルギーを集めた元気玉でブウを倒す。
エイジ784（47歳）
第28回天下一武道会に出場し、本選一回戦でブウの生まれ変わりであるウーブと対戦。ウーブの資質を認め、同居して彼を鍛えることを決意。試合を途中で放棄し、ウーブを連れて修行のため飛び立ったところで原作は完結した。完全版では新たに描き下ろされた場面で悟空は彼に筋斗雲を与え、それに乗って飛ぶ姿にかつての自分の姿を重ねる。

### 来歴（アニメ）
アニメでは、『ドラゴンボールGT』、『ドラゴンボール超』、『ドラゴンボールDAIMA』と原作の魔人ブウとの戦い後を起点に新たな世界観がアニメで描かれている。いずれの作品も悟空が主人公を務めている。

#### ドラゴンボール超
年代は『ドラゴンボール ゼノバース』および『ドラゴンボール ゼノバース2』より。
破壊神ビルス編（エイジ778）
魔人ブウ戦から数年後、界王星での修行中、超サイヤ人ゴッドを探しに来たビルスと戦うことになり、超サイヤ人3になっても敵わず、たった2発の攻撃で重傷を負う。その後、ドラゴンボールを使って神龍を呼び出して超サイヤ人ゴッドを作り出す方法を知り、悟飯、悟天、ベジータ、トランクス、ビーデル（お腹に宿したパン）の5人の協力もあり、超サイヤ人ゴッドへと変化する。超サイヤ人ゴッドになって善戦するも、結局ビルスには敵わなかったが、ビルスが悟空や地球を気に入ったことで難を逃れた。その後、ビルス星でウイスの元で修行をすることになり、修業の際に新しいデザインの道着を新調している。この道着はベジータの新型戦闘服と共に、ブルマの指令によってカプセルコーポレーションの開発部が特殊な生地で作成したもので、ウイスから受け取った。左胸には組み手の最中、気付かぬうちに落書きされたウイスのサインが描かれている。
フリーザ復活編（エイジ779）
ウイスに神の次元の力を完全に制御する方法を教わったことで「超サイヤ人ゴッド超サイヤ人（超サイヤ人ブルー）」に変身できるようになった。ブルマから復活したフリーザが地球を襲っていることを知らされ、さらに重傷を負っていた悟飯の気を感じて瞬間移動で地球に帰還し、ゴールデンフリーザになったフリーザと激突する。最初こそ苦戦していたもののフリーザの弱点を見抜いて形勢逆転し、帰るよう忠告する。しかし変身を解いた途端、隠れていたフリーザの部下のソルベによる光線で重傷を負い、ピンチに追い込まれたところをベジータに救われる。追いつめられたフリーザは悟空の仲間たちごと地球を破壊し、フリーザに情けをかけたことを後悔するが、ウイスの計らいで地球が破壊される前の時間を戻してもらい、甘さを捨てた全力のかめはめ波でフリーザを地獄へ送り返した。
破壊神シャンパ編（エイジ779）
ベジータと共にウイスとビルスの元に戻り、修行を行っていた。そこに破壊神シャンパとヴァドスが現れ、「破壊神選抜格闘試合」を提案され、悟空は喜んで出場を決める。1番手として出場し、初戦のボタモ戦で勝利し、続くフロストとの戦いでは超サイヤ人になって圧倒したが、毒針を受けて意識がもうろうとして場外負けを喫する。後にフロストの毒針が不正であることが発覚したため、復帰が認められた。
ヒットとの戦いでは、0.1秒の時とばしの能力を攻略した後で超サイヤ人ブルーに変身しヒットを圧倒するが、ヒットも戦いの中で成長したことで追い詰められる。界王拳を10倍に引き上げヒットと互角以上に戦うが、ヒットは殺し屋だから、殺しの技を使わないと本気を出せないことに気付き、ビルスにルールの撤廃を提案する。ビルスとシャンパが揉めている間に、ヒットに「また再戦しようぜ」と言い、自ら場外に降りた。この後全王と知り合い、全宇宙格闘試合を提案する。漫画版ではブルーの消耗を抑える目的で敢えてゴッドを使用。ヒットがフルパワーを出した際に初めてブルーに変身した。
超サイヤ人ブルーで界王拳を使った影響で遅発性乱気症にかかり、一時期修行を辞め、ピッコロたちと共に孫のパンの面倒を見ていた。遅発性乱気症が治った後は界王星で修行していたが、複製ベジータの気を感じてポトフ星に駆けつける。超サイヤ人ブルーに変身した複製ベジータと互角に戦っていたが、モナカが超人水の核を踏んで複製が苦しんだ隙を見てかめはめ波で仕留め、ベジータを救った。
“未来”トランクス編（エイジ779）
再びベジータと共にウイスのもとで修行していたが、ブルマから未来の世界からトランクスが来たと聞き、地球に帰還しトランクスからブラックの事情を知るが、突然ブラックが現代に現れ超サイヤ人2で応戦。ブラックが時空の歪みで未来に引き込まれたため、決着は着かなかった。漫画版ではブラックが襲来してこないほか、トランクスが超サイヤ人3に匹敵するパワーアップを遂げていたため悟空も超サイヤ人3やゴッドで応戦した。その後ベジータ、トランクスと共に未来に行きブラックと再戦するが、ブラックは超サイヤ人ロゼに変身。さらに超ドラゴンボールによって不死身になったザマスも加勢。ブラックの黒いかめはめ波を受けて敗北。マイによって現代に敗走させられた。二度目に未来に来た時にブラックの正体を聞き、さらにチチと悟天がブラックに殺されたことを知り激昂しブラックを攻撃したが、ブラックとザマスを倒せず重傷を負い、現代に再び敗走する。
現代に戻り不死身の未来ザマスを倒す方法としてピッコロから「魔封波」の使用を提案され、亀仙人の下を訪れ魔封波を習得する。しかし悟空自身は魔封波を使うことなくザマスと応戦。代わりにトランクスがザマスに対して使用するが、悟空が封印の札を忘れたために封印に失敗し、未来に駆けつけた界王神からポタラをもらい、ベジータと合体してベジットになって戦う。止めを刺そうとしたが合体が解け、さらにトランクスによって止めを刺されたザマスが霧になって（漫画版では不死身体質のため）生き延びても超サイヤ人ブルーに変身することが不可能になる。為す術がなくなり未来世界の全王を呼び出すが、全王が未来世界の消滅を始めたため、タイムマシンで現代に帰還。その後未来世界の全王を連れて、現代の全王に友達として紹介した。
宇宙サバイバル編（エイジ780）
平和な日常を送っていたが、強盗との戦いで右腕に擦り傷ができ、修行不足を痛感。ウイスのもとで修行するが、ビルスの一言で全王との間に全宇宙格闘試合の開催を約束していたことを思い出し、全王のもとに行き開催を要望するも全王が宇宙が多すぎるから減らそうと考えていることは知らずに承諾を得てしまう。
第3試合ではベルガモと対戦し、勝利する。勝利後は全宇宙の界王神たちの前で宣戦布告し、それを聞いていた第11宇宙の戦士であるトッポから戦いを挑まれる（漫画版では大神官の命令で試合を始め、トッポに戦意はない）。お互いが本気を出して戦ったが、どちらかが死んでしまうという危険から大神官によって戦いを中断される（漫画版では命の危険を感じる状況には全くならず、トッポが勝利した）。その後トッポから、灰色のジレンというさらに強い存在がいると聞く。始まった力の大会では、単独で各宇宙の様々な戦士たちと戦い、そして第11宇宙の代表戦士ジレンとの対戦では死闘の末にフリーザと協力してジレン共々場外へ落ちて脱落した。それでも17号が生き残ったことで第7宇宙の優勝で終わらせることに成功し、大会終了後は更なる強さを求めてベジータと共に再び修業を始める。
漫画版ではディスポ、トッポ、ケールなどと対戦。ジレン戦の最中に亀仙人の助言によって身勝手の極意のきっかけを掴み、ジレンとの対決を通じて身勝手の極意（兆）に覚醒する。しかし、完全に使いこなしたわけではないため解除され危機に陥り、17号とフリーザとの共闘により勝利した。
ブロリー編（映画版）
当初悟空とベジータがそれぞれブロリーと1対1の壮絶な闘いを繰り広げていたが、フリーザに殺害されたパラガスを見たブロリーが悲しみと怒りにより超サイヤ人に覚醒し暴走、1対1にこだわっている場合ではないことを感じた悟空とベジータは、ブロリーの暴走を止めるために共闘して挑むが歯が立たずベジータを連れて瞬間移動でピッコロのもとへ一旦戦線離脱。ブロリーの暴走を止めることができないと判断した悟空はフュージョンの使用をベジータに提案する。ベジータからは当初拒否されていたものの、彼の家族らも消滅されかねないこの危機を乗り越えるため、結果的にフュージョンすることを承諾される。何度か失敗しつつもフュージョンを会得した悟空とベジータは合体戦士ゴジータへと変身を遂げ再び戦地に戻り、何とか持ちこたえていたフリーザに代わりブロリーに再度最終決戦を挑む。ブロリーに止めをさそうとする刹那、チライの願いでブロリーが育ちの故郷である小惑星バンパに戻され戦いが終わる。騒動後はチライとレモを始末しようとしたフリーザを止めた。合体が解除された後は小惑星バンパにいるブロリーのもとに瞬間移動し、同居したチライやレモ、ブロリーと軽いやり取りをしたところで物語は幕を締める。
銀河パトロール囚人編（漫画版）
ブロリーとの戦い後、惑星バンパから帰還し、ベジータと共に修業を始めるが、魔人ブウの件でサタンから連絡が入る。ブウを連れ去ろうとする銀河パトロール隊を止めようとするが、隊員のメルスに隙を突かれて眠らされ、銀河パトロール本部まで連れて行かれる。そして脱獄囚モロの捕獲に協力するよう頼まれ、一時的に銀河パトロール特別隊員に任命される。モロ戦ではベジータもろともモロに気を吸われた。魔人ブウの加勢もあって回復し、モロに再戦を仕掛けたが、ナメック星のドラゴンボールの3つ目の願いで脱獄囚に加勢され、さらにモロに気を吸われて苦戦を強いられる。敗走した後は悟空は、メルスのもとで身勝手の極意を再習得する修行に挑むこととなった。
修行を経て身勝手の極意“兆”を会得しモロに挑むが、体力の消耗が原因でモロに追い詰められる。さらにセブンスリーを吸収してパワーアップしたモロに瀕死の重傷を負わされるが、デンデの回復により復活。そして、メルスの命を懸けた闘いがきっかけで身勝手の極意を極め、モロを圧倒する。
生残者グラノラ編（漫画版）
モロとの戦い後、悟空の前にヒータ軍のマキ、オイルが現れ、宇宙一の戦士がシリアル星にいると聞かされ、シリアル星に向かい、シリアル人のグラノラと相まみえるが敗れる。その後、ヒータの三男で宇宙一の力を身に付けたガスと戦い、ベジータやグラノラの協力もあり、なんとか勝利するも悟空たちの前に現れたフリーザがブラックフリーザに変身し敗れた。その後、悟空はビルス星に戻り、打倒フリーザを目指して修行に励む。
スーパーヒーロー編
悟飯とピッコロに主役の座を譲り、劇中の事件には関わらないが、前作『ブロリー』の後日談としてのエピソードと、ベジータとの修行を兼ねた戦闘の場面がある。
偉人博物館には、武泰斗、サタンらと共に銅像で飾られているが、他の偉人と違って名前は名無しになっている。ブルーハルハイスクールの社会科見学の一環でトランクスや悟天が訪れている。

#### ドラゴンボールGT
エイジ789
第28回天下一武道会で悟空とウーブが飛び立ってから数年後、神殿にてウーブの卒業試験を終えたところ、ピラフ一味の手により究極ドラゴンボールの力で12歳の子供の姿にされてしまった。ボールを1年以内に全て元の場所に戻さないと地球が爆発してしまうため、悟空とトランクスと孫のパンの3人でドラゴンボールを集めるため宇宙へと旅立つ。
順調にドラゴンボールを集めていたが、宇宙一の科学者ドクター・ミューによって造り出されたベビーと戦い何とか撃退し地球へと帰還するも地球はベビーによって乗っ取られてる状態だった。
ベビーの全宇宙ツフル化計画を阻止するため、以前、地球の神様により二度と生えなくされた尻尾を、さらなる潜在能力を引き出すため再び生やすことを老界王神が思いつく。自然と尻尾が生えるのを促すため、巨大な石臼でコーヒー豆を轢かせる修行を行ったが、時間が無いためスー五郎が変化した大きなやっとこを使い、老界王神らの力を借りて生えかけの尻尾を無理矢理引っ張り出すことにより再び生やすことに成功。生えた尻尾と満月状態の地球により超サイヤ人4へと変身する。超サイヤ人に変身した際、尻尾を覆う毛は髪などと同様、金色に光っている。その後、超17号や邪悪龍との闘いを経て、ドラゴンボールの無い世界で人々が強く生きていけることを願いつつ、神龍の背中でドラゴンボールを吸収したあと姿を消し、神龍、ドラゴンボールと共に、けして人の辿り着けないところへ旅立つ。なお、第63話で一星龍の攻撃を受け深い穴の底に沈むが、そこからは、それまでと違い、どんな攻撃も寄せ付けないオーラのようなものを纏っている。100年後が舞台になったテレビスペシャルでは、パンの病気を治すためにパオズ山にやってきた悟空Jr.の前に悟空が登場して会話を交わした後に姿を消しており、最終話では、悟空Jr.とベジータの子孫による天下一武道会での試合を見物し、会場内を歩いてから空へと去っている。
悟空が子供になり、それに伴い瞬間移動も使えなくなったのは、次世代の子供であるパンたちの物語に、悟空をどう絡ませるかを考えたとき、本作の段階で孫悟空はすでに50歳代となり、悟空自身が強くなりすぎて成長を描くことが難しかったことと、あえて悟空を子供に戻して様々な制限を設けたほうがドラゴンボール探しで宇宙を旅する冒険の幅も膨らむだろうという理由から。

#### ドラゴンボールDAIMA
魔人ブウとの戦い後、トランクスの誕生日パーティーを祝ってた悟空たちだったが、大魔界の王キング・ゴマーの策略により子供の姿にされてしまった。悟空は元の体を取り戻すために大魔界へと向かう。

## 社会的評価

### 人気
世界的に人気を誇っており、「最も象徴的なアニメヒーローベスト10」で1位を獲得。「歴代アニメキャラクターベスト25」で1位を獲得するなど、「孫悟空とドラゴンボールは少年漫画というジャンルに完全な革命をもたらした」と評価されている。
アメリカ・ニューヨーク市で大手百貨店メイシーズが主催する感謝祭メイシーズ・サンクスギヴィング・デイ・パレードに2018年のパレードから孫悟空のバルーンが登場した。「漫画が原作のキャラクターとしては初めての登場」である。その後もコロナ化で中止になった2020年を除き、2019年、2021年、2022年、2023年、2024年と毎年パレードに悟空のバルーンが登場している。
メディアの一面を飾ることもあり、2013年4月4日に発売された日経エンタテインメント！5月号で悟空が表紙を飾り、産経新聞2015年3月30日の朝刊でも悟空が一面をジャックした。
フジテレビで放送された「昭和vs平成 アニメ&特撮&マンガヒーロー・ヒロイントップ20〜1億2千万人が選んだ永久保存版ランキング〜」で「昭和生まれのヒーロー部門」と「平成生まれのヒーロー部門」でいずれも悟空が1位を獲得し、世代を超えた人気となった。
2015年5月9日に日本記念日協会より、5月9日は悟空の日と認定された。
2020年東京オリンピックを盛り上げていく公式アンバサダーに選ばれた。
フランスリーグ・アンのパリ・サンジェルマンFC対マルセイユの2018年2月25日に行われたサッカーの試合で、PSGの観客席に孫悟空の巨大なコレオグラフィーが披露された。フランスでは、『ドラゴンボール』の人気が非常に高く、その主人公のコレオグラフィーを披露することで同作への愛を示した。
物語の主人公のため、悟空の名を冠したビデオゲームが何本も発売されており、『ドラゴンボールZ カカロット』は800万本を記録している。2011年にギネス世界記録が発表した「歴代最高のビデオゲームキャラクタートップ50」で悟空は41位にランクインした。2017年には悟空役の野沢雅子が、『ドラゴンボール』シリーズのビデオゲームを長年に渡って担当してきたことを記念しギネス世界記録より、"Longest time in the same video game role（ひとつのビデオゲームのキャラクターを最も長い期間演じた声優）"と"Longest serving video game voice actor（ビデオゲームの声優として活動した最も長い期間）"の二つのギネス世界を授与された。

### 人気投票
連載中の頃に行われた鳥山明の漫画作品を対象にしたキャラクター人気投票で、ナメック星編の時は第1位、セル戦時に行われた人気投票では第2位、魔人ブウ編時に行われた投票では第1位にランクインしている。
- 2007年にオリコンが行った「1000人が選んだ!漫画史上“最強”キャラクターランキング!」で1位を獲得[87]。
- 2008年にオリコンが行った「実際にアニメ主人公になれるなら誰にランキング」で1位を獲得[88]。
- 2018年にアニメ！アニメ！が行った「野沢雅子が演じた中で一番好きなアニメ作品キャラクターは?」で1位を獲得[89]。
- 2019年にgooランキングが行った「圧倒的カリスマ性のあるジャンプ主人公ランキング」で1位を獲得[90]。
- 2022年にWonderSpaceが行った「歴代ジャンプ最強キャラランキング16」で1位を獲得[91]。
- 2023年にWebマガジン「TVマガ」が行った「最も影響を受けた漫画の男性キャラクターランキングベスト10」で1位を獲得[92]。
- 2024年にWonderSpaceが行った「ジャンプ作品でいちばん好きな主人公は?」の調査で1位を獲得[93]。
- 2024年にTRILLニュースが行った「生まれ変わったらなりたいアニメキャラクターランキング」で1位を獲得[94]。

## その他の出演作品

### 映画
物語の主人公のため、2022年6月までに公開された映画全22作品に登場している。ただし、作中で悟空が死亡している時に公開された作品や、『ドラゴンボール超』の世界線で悟空が所用で別の星にいた時に公開された映画では、息子である孫悟飯が主役を務めており、その場合悟空はサブ的な出演に留まっている。
|        | タイトル                                           | 公開日         | 監督       | 脚本           | 役柄 |
| ------ | -------------------------------------------------- | -------------- | ---------- | -------------- | ---- |
| 第1作  | ドラゴンボール 神龍の伝説                          | 1986年12月20日 | 西尾大介   | 井上敏樹       | 主役 |
| 第2作  | ドラゴンボール 魔神城のねむり姫                    | 1987年7月18日  | 西尾大介   | 照井啓司       | 主役 |
| 第3作  | ドラゴンボール 摩訶不思議大冒険                    | 1988年7月9日   | 竹之内和久 | 由木義文       | 主役 |
| 第4作  | ドラゴンボールZ                                    | 1989年7月15日  | 西尾大介   | 小山高生       | 主役 |
| 第5作  | ドラゴンボールZ この世で一番強いヤツ               | 1990年3月10日  | 西尾大介   | 小山高生       | 主役 |
| 第6作  | ドラゴンボールZ 地球まるごと超決戦                 | 1990年7月7日   | 西尾大介   | 小山高生       | 主役 |
| 第7作  | ドラゴンボールZ 超サイヤ人だ孫悟空                 | 1991年3月9日   | 橋本みつお | 小山高生       | 主役 |
| 第8作  | ドラゴンボールZ とびっきりの最強対最強             | 1991年7月20日  | 橋本みつお | 小山高生       | 主役 |
| 第9作  | ドラゴンボールZ 激突!!100億パワーの戦士たち        | 1992年3月7日   | 西尾大介   | 小山高生       | 主役 |
| 第10作 | ドラゴンボールZ 極限バトル!!三大超サイヤ人         | 1992年7月11日  | 菊池一仁   | 小山高生       | 主役 |
| 第11作 | ドラゴンボールZ 燃えつきろ!!熱戦・烈戦・超激戦     | 1993年3月6日   | 山内重保   | 小山高生       | 主役 |
| 第12作 | ドラゴンボールZ 銀河ギリギリ!!ぶっちぎりの凄い奴   | 1993年7月10日  | 上田芳裕   | 小山高生       | サブ |
| 第13作 | ドラゴンボールZ 危険なふたり!超戦士はねむれない    | 1994年3月12日  | 山内重保   | 小山高生       | サブ |
| 第14作 | ドラゴンボールZ 超戦士撃破!!勝つのはオレだ         | 1994年7月9日   | 上田芳裕   | 小山高生       | サブ |
| 第15作 | ドラゴンボールZ 復活のフュージョン!!悟空とベジータ | 1995年3月4日   | 山内重保   | 小山高生       | 主役 |
| 第16作 | ドラゴンボールZ 龍拳爆発!!悟空がやらねば誰がやる   | 1995年7月15日  | 橋本みつお | 小山高生       | 主役 |
| 第17作 | ドラゴンボール 最強への道                          | 1996年3月2日   | 山内重保   | 松井亜弥       | 主役 |
| 第18作 | DRAGONBALL EVOLUTION                               | 2009年3月13日  | 黄毅瑜     | ベン・ラムジー | 主役 |
| 第19作 | ドラゴンボールZ 神と神                             | 2013年3月30日  | 細田雅弘   | 渡辺雄介       | 主役 |
| 第20作 | ドラゴンボールZ 復活の「F」                        | 2015年4月18日  | 山室直儀   | 鳥山明         | 主役 |
| 第21作 | ドラゴンボール超 ブロリー                          | 2018年12月14日 | 長峯達也   | 鳥山明         | 主役 |
| 第22作 | ドラゴンボール超 スーパーヒーロー                  | 2022年6月11日  | 児玉徹郎   | 鳥山明         | サブ |

### 短編アニメ
|   | 作品名                                                                     | 放送日・公開日 | 媒体           | 備考 |
| - | -------------------------------------------------------------------------- | -------------- | -------------- | --- |
| 1 | ドラゴンボールZ たったひとりの最終決戦〜フリーザに挑んだZ戦士 孫悟空の父〜 | 1990年10月17日 | テレビ         | 生まれたばかりの姿で登場し、戦闘力が低いため地球に送られ物語の最後に育ての親となる孫悟飯に拾われる。                                  |
| 2 | ドラゴンボールZ 集まれ!悟空ワールド                                        | 1992年         | OVA            | 仲間と共にタイムマシンでこれまでの半生を振り返りながらビデオ教材『てれびっこ』を使ってクイズを出した。                                |
| 3 | ドラゴンボールZ 絶望への反抗!!残された超戦士・悟飯とトランクス             | 1993年2月24日  | テレビ         | 冒頭のシーンで心臓病で亡くなり、全員が集まって看取った。                                                                              |
| 4 | ドラゴンボールZ外伝 サイヤ人絶滅計画                                       | 1993年7月23日  | OVA            | 地球中のデストロンガスの破壊を行い、暗黒星に旅立って黒幕のドクターライチーを倒し、ハッチヒャックが現れるが、弱点を見破って倒した。    |
| 5 | ドラゴンボール オッス!帰ってきた孫悟空と仲間たち!!                         | 2008年9月21日  | イベントアニメ | 魔人ブウとの戦いから2年後に開かれたパーティの最中、アボとカドが現れ、合体して暴れ回った時かめはめ波を撃って懲らしめ、彼らと和解した。 |

### 他作品との共演
|   | タイトル                                                                | 公開日        | 共演作品                               | 備考 |
| - | ----------------------------------------------------------------------- | ------------- | -------------------------------------- | --- |
| 1 | お正月特番スペシャル                                                    | 1994年        | ちびまる子ちゃん                       | まる子と競演し、和服で登場した。劇場作品の紹介をしたほか、この時点では魔人ブウ編のため、頭上に天使の輪が付いている。                                                                                             |
| 2 | ドクタースランプ                                                        | 1999年        | Dr.スランプ                            | 少年の姿で登場。最後のドラゴンボールを求めてペンギン村を訪れ、アラレたちと共闘してレッドリボン軍を倒し、ボールを奪還することに成功するが、願いは結局ペンギン村の農夫が叶えてしまい、悟空はペンギン村を去る。     |
| 3 | お台場冒険王 両さん・悟空・ルフィの球体パニックアドベンチャーリターンズ | 2004年        | ONE PIECE こちら葛飾区亀有公園前派出所 | モンキー・D・ルフィと両津勘吉と競演し、ルフィと共闘して復活したエネルと戦い、超サイヤ人2に変身し、金斗雲に乗ったルフィとの合体技『ゴムゴムのかめはめ波』で勝利する。                                             |
| 4 | ネコマジンZ                                                             | 2005年4月4日  | ネコマジンZ                            | 師匠として登場。修行の成果としてネコマジンと闘い、超サイヤ人に変身するが、結局はネコジャラシで彼を誘って勝利する。                                                                                               |
| 5 | 超こち亀                                                                | 2006年9月15日 | こちら葛飾区亀有公園前派出所           | 両津勘吉に恐れをなしたフリーザが逃げ出したあとに、入れ違いでナメック星に到着するが、勝手に宇宙船を着陸させたために両津に駐車違反だと注意される。                                                                 |
| 6 | CROSS EPOCH                                                             | 2007年7月27日 | ONE PIECE                              | 舞空術が使えないルフィに筋斗雲を貸し出している。ルフィと共に、かめはめ波とゴムゴムのバズーカの合わせ技でピラッパギーをノックアウトしている。                                                                     |
| 7 | トリコ×ONE PIECE×ドラゴンボールZ 超コラボスペシャル!!                   | 2013年4月7日  | ONE PIECE トリコ                       | 「天下一食おう会」に出場し、ルフィ、トリコと共に競争する。その後、人のエネルギーを吸い取る伝説の魚アカミィが出現し、巨大化し大暴れするが、3人の共闘もあり、元気玉と超サイヤ人3のかめはめ波で倒すことに成功した。 |
| 8 | 銀河パトロール ジャコ                                                   | 2014年4月4日  | 銀河パトロール ジャコ                  | 最終話に登場。バーダックが身の危険を感じて、悟空を逃がすため盗んできた丸型ポッドに入れられて地球へ飛ばされる。その後、悟飯に育てられることになり、「空からやってきたから孫悟空」と名付けられる。                 |

## 戦闘方法

### 技
かめはめ波（かめはめは）
亀仙人が50年かけて開発した技。亀仙人が技を見せた直後、小さな威力（とはいえ、無線車を大破させるほど）ながら真似して見せたのが最初であり、天下一武道会でも使用し亀仙人を唖然とさせた。その後も悟空は長年使用し続けた。独自のアレンジとして、足からの放出や曲げて見せたり、2発を別々に放ちフェイントとして活用したりした。また第23回天下一武道会では、「超かめはめ波」としてマジュニアに向けて巨大なかめはめ波を放っている。反作用を利用して突撃・緊急脱出する手段としても利用している。
ゲームによっては通常のかめはめ波と威力が高くなった超かめはめ波に分けられている場合がある。また、ゲーム作品によってはさらに威力の高いかめはめ波が登場する。
ジャン拳（ジャンけん）
育ての親、孫悟飯直伝の技。グーでパンチ、チョキで目潰し、パーで張り手の三段攻撃を食らわせる。それぞれを単体で出すことも多く、状況に応じ、グー、チョキ、パーを使い分ける。本編には登場していないが、まだ相手がいたとき、あいこで掌というかけ声と共に掌打を放つ設定もある。少年期に多用したが、レッドリボン軍編を最後に使われなくなった。ゲーム『カカロット』では青年期となっている悟空が打撃技の一つとして使用しており、グー、チョキ、パーをそれぞれ単体で放つのに加え、一気に三段攻撃を食らわせる「ジャン拳・極」が登場している。
如意棒 / 如意棒アタック / 如意棒攻撃
育ての親である孫悟飯から譲り受けた如意棒での攻撃。自由自在に伸縮させたり、防御に使うこともできる。主に少年期に使用。青年期以降では初期の『Z』劇場版でも使用している。悟空：ゼノも如意棒を背負っているが未使用。
残像拳（ざんぞうけん）
すばやい動きで残像を残し、相手に自分の位置を誤認させる。発生させる残像の数によって「三重残像拳」「多重残像拳」とも呼ばれる。相手が残像に攻撃を加えるよう誘導し、その際に相手の隙をつき攻撃を加える。天下一武道会にてジャッキー・チュン（亀仙人）が試合中に使用したものを見切り、ナム戦より使用。攻撃を受けた残像が相手をバカにするように「アッカンベ〜」と舌を出すのが特徴。ただし、ミスター・ポポにはこの技を破られた。
コマ回り拳 / 竜巻はじき / 回転攻撃
第21回天下一武道会のナム戦で使用。独楽のように全身を高速回転させて相手の攻撃を弾き飛ばし、一方的に詰め寄っていく技。ナムが場外負けを覚悟するほどの防御力を誇ったが、長く使用すると目を回して倒れてしまう欠点がある。回転する動作を補助的に利用したのは何度かあるものの、攻撃に使ったのはナム戦のみ。
尻尾を回転させて空を飛ぶ / シッポ飛行
第21回天下一武道会のジャッキー・チュン戦で使用。尻尾をヘリコプターのように回転させて空を飛び、場外負けを回避した。
狂拳（きょうけん）
歯を剥き出しヨダレを垂らして、狂犬のように相手に飛びかかると見せ掛け驚かし、怯ませた隙に相手を攻撃する。第21回天下一武道会で使用。アニメでは使用されなかった。
猿拳（さるけん）
猿を真似て相手を威嚇し感情を惑わすという精神の乱れを利用した技で、身軽で機敏に動き、ちょこまかと技を決め相手と戦う。第21回天下一武道会で使用。
高速移動 / 消える攻撃
第22回天下一武道会で使用。高速で左右にフットワークを行い姿を晦ませ、徐々に相手に接近して攻撃を仕掛ける。相手には姿が見えないため地面を蹴る音だけが響く。準決勝のクリリン戦で初めて使用し、かつ最小限のダメージを与えて場外勝ちしたものの、決勝戦の天津飯戦ではその動体視力の良さにあっさり看破された。
八手拳（はっしゅけん）
手が八本に見えるほどの素早い手の動きで拳を繰り出す。天下一武道会の天津飯との試合で、四妖拳に対抗してチャパ王の技を真似て使用した。
体当たり / つらぬけ! / 乾坤一擲の拳（けんこんいってきのこぶし）
ピッコロ大魔王を倒した攻撃。エネルギー波を下に放ち、その反動で空中へ飛び上がり、そのままエネルギーを集中させた拳を前に突き出して相手の体を貫く。咆哮する大猿の像が重なるのが特徴的。
太陽拳（たいようけん）
体中の気を発光させ、相手の目を眩ませる技。元々は鶴仙流独自の技だが、第23回天下一武道会準決勝の天津飯戦にてそれまで唯一の使い手であった天津飯に「技を使わせてもらう」と断りを入れて使用した。後にベジータとの最初の戦いでも使用した。『GT』でも大猿ベビーや四星龍に対して使用した。四星龍戦では四星龍の作り出したレンズを通したために光が収束して吹き飛ばすほどの効果を発揮した。
気合い砲（きあいほう）
目からもしくは両掌から不可視の気の塊を放出する技。フリーザとの戦いで使用。
衝撃波（しょうげきは）
第23回天下一武道会第一試合、および決勝戦で使用。猛烈な勢いで繰り出した拳から衝撃波を放出する。気の作用で発生する技ではないが、離れた相手を攻撃するという点は共通している。サイヤ人編では、ベジータとの戦いの際に牽制として使った。他にはフリーザに対しても使用したが、避けられている。「魔族に近い技」とピッコロは語っている。
メテオコンビネーション
第23回天下一武道会でピッコロとの決勝戦の終盤に繰り出した連続攻撃。「よーい、ドン!」の掛け声とともにクラウチングスタートの構えから突撃し、連続攻撃を繰り出し最後に相手の真上からかめはめ波を放つ。
気合い消し（きあいけし）
ナッパに対して使用。相手のエネルギー波を触れること無く、気合いを放つだけで消滅させる技。これ以前に天津飯も同じ技を使用している。
元気玉（げんきだま）
草木や動物など、その星に生きとし生ける全てのものから少しずつエネルギーを分けてもらい、それによって出来た気の玉をぶつける北銀河の界王が開発した技。技の破壊力は絶大で強力無比である反面、集めたエネルギーを収束させ、完成させるまでに膨大な時間がかかること、気を集中するために長時間全くの無防備になってしまう点が最大の欠点であり、悟空の気が減っている状態でも作り出すことは可能ではあるが、完成後のコントロールは気を高めた状態でなければ精度が落ちる。
目ではなく、敵の邪悪な気を捉えることで当てる。小型の場合は自身の肉体に元気を集めて、直接手の平から発射するが、規模が大きい場合は手元から離れた場所に作り出す。
作中において元気玉の使い手は悟空のみだが、クリリンのように気のコントロールが上手い人物ならば、気を託せば完成させることができ、悪の気がない者なら跳ね返すことができる。ナメック星編終盤でピッコロにより、界王は悟空以外の者に元気玉の存在を教えていなかったことが説明されている。
魔人ブウを倒す時は地球だけでなく、ナメック星やあの世からもギリギリまでエネルギーをもらってできた特大の元気玉で倒した。
界王拳（かいおうけん）
全身の気をコントロールし、一時的に通常の何倍ものパワー・スピード・防御力を発揮させる。発動の際には体に大きな負担がかかるため、使用者の力量以上のパワーアップは非常に危険。気のコントロールは非常に高度なものが求められ、考案者の北銀河の界王ですら極めることはできず、悟空が初めて体得に至った。サイヤ人編でのナッパ戦で初使用。ベジータ戦では2〜4倍、フリーザ戦では10倍・20倍で使用された。使用時は全身が赤く発光し、オーラを纏う。
原作では超サイヤ人への変身が可能になってからは使用しなくなった。ただしアニメでは「あの世一武道会」のパイクーハン戦にて、超サイヤ人の状態のまま「超（スーパー）界王拳」なる技を使用したことがあった。この技の特徴については触れられていないが、超サイヤ人も界王拳も身体に負担がかかるため短時間しか維持できない。
『超』での老界王神の推察では超サイヤ人状態で使うとパワーが大きすぎて自らの身体の方が壊れてしまうため、封印していたとのこと。合体ザマスやベルガモ戦では極短時間使用したが、特に後遺症が出ている様子はない。力の大会では20倍までのコントロールが可能になっている。漫画版においてウイスが界王拳についての構造を「パワーの前借り」と説明している。なお、超サイヤ人ブルーでの使用時は超サイヤ人ブルーの青いオーラの外側に赤いオーラを纏う。
ゲーム作品では悟空の戦闘力を上げたりステータスを上げる変身として度々登場している。しかし反動として体力や気力が減少するというデメリットもあり、リスクが伴う変身となっている。
フェイントかめはめ波 / 連気弾 / 配置かめはめ波
片手ずつかめはめ波を小さな気弾として出し、一つずつ上方に発射して、相手の注意を向ける技。気で相手を察知できないフリーザに対して使用。
ゲーム中では競争するかのように発射した二つの気弾で攻撃する技として描写されている。
メテオスマッシュ / とことん肉弾戦
名前はゲームより。フリーザに使った連続攻撃。相手にボディブローを繰り出した後、頭に飛び蹴りを叩き込み、逆足で蹴り飛ばす。ゲームによって技の内容が異なる。
瞬間移動（しゅんかんいどう）
気を感じとり、瞬時にその場所まで移動する。そのため気を感じることのできない場所へは移動できない。また、遠方や気の力が小さい者しかいない場合も探しにくいという欠点もある。ヤードラット人に教わった技。気を探る際には主に手の指を額に当てている。気を感じ取ることさえできれば別の星にも移動可能で、異なる次元に存在し、原則上は死者と神しか立ち入ることができないあの世へも移動可能。また対象者は必ずしも厳密な知人である必要はなく、「ピッコロにそっくりな気」という曖昧な認識を基に気を探って直接面識のある相手が一人もいないナメック星への瞬間移動を果たしている。移動だけでなく攻撃技にも組み込み、かめはめ波を併用した「瞬間移動かめはめ波」という応用技がある他、敵の攻撃を回避する際に用いられる。時間が無かったため悟空がヤードラット人に教わったのは瞬間移動のみだが、それでも習得にかなり苦労した。漫画版の『超』では、ヤードラット星人が使える術の基礎でしかないことが明かされた。
舞空術（ぶくうじゅつ）
全身の気をコントロールしながら放出することによって、空中を飛行する。第23回天下一武道会の決勝戦で初使用し、舞空術からの体当たりでピッコロに勝利した。舞空術習得前は、尻尾を回転させてヘリコプターのように飛んだり、同様に竹トンボのように体全体を回転させて天下一武道会の場外負けを回避したこともあった。息を爆風のように吐き出して瞬間的にホバリングしたこともある。
テレパシー
声を出さずに直接相手の脳に話しかける能力。地球でベジータに元気玉をかわされ、悟飯に直撃しそうになった際に「跳ね返せ」と呼びかけた際に初めて使用。その後も悟飯やクリリンの頭に手をかざすことで記憶を探ったり、夢の中で現実に起こっている出来事を把握するなど、サイコメトリーにも似た形で応用し発揮された。
複数エネルギー波 / 連続エネルギー弾 / バレットラッシュ / 連弾気功波（れんだんきこうは）
両手から連続で気功波を何発も続けて放つ技。セルに対して使用したが、ある程度ダメージを与えたもののバリアーで防がれた。
気円斬（きえんざん）
気を円盤状のカッターに練り上げ物体を寸断する、クリリンが独自に編み出した技。あの世から復活し、ブウの攻撃を阻止する際に使用。また劇場版『地球まるごと超決戦』においても大猿化した悟飯の尻尾を切る際に使用している。
気円斬 六枚刃（きえんざん ろくまいば）
ジレン戦で使用。クリリンの気円斬 三枚刃から編み出した技。一枚の気円斬が六枚に分裂する。六枚目は隠しておいて、足場を切り崩して隙を作る奇襲として使用した。
メテオブラスト
超サイヤ人2状態で純粋の魔人ブウに使った連続攻撃。蹴りのラッシュで相手を飛ばした後、回り込み追撃し最後に至近距離のエネルギー波で吹き飛ばす。
メテオインパクト
超サイヤ人3状態で純粋の魔人ブウに使った連続攻撃。ラッシュで地面に叩き落とした相手を、至近距離のエネルギー波で追撃する。
魔封波（まふうば）
元は亀仙人の師匠である武泰斗が編み出した技。気を奔流状に操作して展開することで相手の体の自由を奪い、お札が貼られた蓋付きの容器の中に封印する特殊な技。身体への負担は激しく、使用すると命に関わる場合もある。
『ドラゴンボール超』の“未来”トランクス編にて、不死身の肉体を持つザマスを討伐するため、ピッコロの提案（漫画では悟空がトランクスに提案）から悟空はこの技を亀仙人の下を訪れ習得した。アニメではザマスに使用することはなかったが、漫画では使っている。漫画版ではその性質の詳細が明かされ、封印する相手に応じて術師にも相応の体力が求められるとされ、あまりにも実力に差がある場合は封印できない。
破壊（はかい）
漫画版『ドラゴンボール超』で使用。手の平を翳して「破壊」と唱えることで相手を塵にする。不死身の合体ザマスを倒すためにビルスの技を真似たものだが、ビルスに比べると全身が塵と化すまでに間がある。体内に封じた超サイヤ人ブルーのパワーを解放する必要があり、使用後は変身を維持できないほど消耗する。
効果はあり合体ザマスの左半身まで消滅させたが、咄嗟にマイを人質に取られ中断を余儀なくされた。

### 変身
大猿化
サイヤ人の特性で尻尾がある状態で満月もしくはエネルギーを織り交ぜて作り出したパワーボールを見ると変身し、戦闘力が10倍にアップする。
超サイヤ人
フリーザによりクリリンが殺されその怒りにより目覚めた。髪が逆立ち金色に染まり、戦闘力が通常時よりはるかに増す。
超サイヤ人2
ベジータとの戦いで披露。超サイヤ人を超えるほどのパワーを身に付け、体の周囲に稲妻のようなオーラを纏う。
超サイヤ人3
魔人ブウとの戦いで披露。逆立った髪がそのまま腰の辺りまで伸長し、眉毛も縮退し、戦闘力も大幅に増す。
超サイヤ人4
大猿になっても理性を保つことができる超サイヤ人が変身できる最強の形態。太陽光を反射して満月状態となった地球を見て黄金の大猿に変身するも、老界王神いわく「無理矢理尻尾を引っ張り出したせい」で理性を失い暴れまわっていたが、パンが持っていた昔の写真とパンの涙を見て理性を取り戻し、この形態へと変化した。超サイヤ人4の特徴として、これまでの超サイヤ人とは異なる黒い長髪、赤い体毛などが見られる。またこの形態になった悟空は通常時と異なり、冷静で好戦的な性格を見せ、一人称が「オレ」であることがほとんどである。しかし、パンが身体を七星龍に乗っ取られた際にはここぞという時に冷酷になりきれないという所々に見られる精神的な甘さは変身前と変わらない。技も変わり、10倍かめはめ波や、劇場版で見せた龍拳などの技を使うようになり、通常時はできなかった瞬間移動もできる。悟空はこの姿の時のみ大人の体を取り戻す。超17号や邪悪龍との戦いではこの形態で戦うことが多く、通常状態から一気に超サイヤ人4になることもあった。
『DAIMA』ではネバの超能力によって子供のまま変身し、大人に戻った時は自力で変身している。因みに実はブウとの戦の後に特訓して既に修得していたようである。赤い体毛等は同様だが、腕が肥大化し髪や眉、目の色も赤に変わっている。他にも、手首付近に毛が生えていない。また尻尾が生えてなくても変身可能と変更している。
超サイヤ人ゴッド
劇場版『神と神』で初披露。
超サイヤ人3をも遥かに上回る変身であり、破壊神ビルスと戦った。鳥山明は「超サイヤ人、2、3は超サイヤ人のパワーアップしたバリエーションに過ぎず、ビルスとの闘いの後、平常時と超サイヤ人(1)を極めたほうがレベルを上げられて体力の消耗も少ないと悟った悟空は、おそらくもう2や3に変身することはない」と語っていた。
超サイヤ人ブルー
『劇場版『復活の「F」』で初披露。
ウイスとの修行で超サイヤ人ゴッドの力をその身に取り込み、超サイヤ人ゴッドを超えた「超サイヤ人ゴッド超サイヤ人（超サイヤ人ブルー）」に変身できるようになった。漫画版「破壊神シャンパ編」ではヒットとの戦いで超サイヤ人ゴッドの姿で戦いつつ、攻撃する一瞬だけブルーに変身することで溜め込んだブルーのパワーを解放するという作戦を披露。続く未来トランクス編では合体ザマスとの戦闘において超サイヤ人ブルーの完成形を会得した。
身勝手の極意
『ドラゴンボール超』の「宇宙サバイバル編」で、悟空が「身勝手の極意」と呼ばれる進化形態に覚醒した姿。この形態へ覚醒すると意識せずとも身体が勝手に戦局に最も適した動きを取ることが可能となる。
「力の大会」で第11宇宙の戦士ジレンとの戦闘で悟空の放った元気玉を2人が押し合った末に元気玉は圧縮され、反動による爆発に悟空が巻き込まれ、一同は悟空は死亡したと思われたが、直後に青白いオーラを纏った悟空が現れる。外見上の変化は、眼は瞳孔が黒色のまま虹彩は銀色の2色に変わり、毛髪は黒色のままで頭髪が無重力状に浮わついた状態となる。ウイス曰く、超サイヤ人ブルーの悟空の気と元気玉の爆発のエネルギーが衝突したことにより、悟空の中に眠る可能性の殻が破られて誕生した。そのままジレンと戦うが、超サイヤ人ブルーで渡り合えなかったジレンと互角に戦えるようになり、戦いながら進化を積み重ねた。ビルスが「身勝手の極意…」と発言すると神々は驚愕。関連商品などではこの未完成の状態を「身勝手の極意“兆”（きざし）」と呼称されている。
ジレンとの2回目の戦闘で「身勝手の極意」の完成形に覚醒。その姿は“兆”の時とほぼ同じで眼は瞳孔が黒色、虹彩は銀色の2色となり、毛髪は無重力状に浮わついた状態で全て銀色となる。その全身からは神々しいオーラを発する。
漫画版『ドラゴンボール超』の「銀河パトロール囚人編」では強敵モロに対抗するため、身勝手の極意の再発動を目指し、メルスに修業をつけてもらうことで「身勝手の極意”兆”」を任意に発動できるようになった。「生残者グラノラ編」では、ウイスとの修業で悟空は身勝手の極意の“兆”だけでなく完成形も任意で発動できるようになったが、常に身勝手の極意の発動状態にあり、その精度も高い天使のウイスには敵わなかった。ウイスら天使の上位存在である大神官は、ウイスら天使たちよりもさらに精度の高い身勝手の極意を体得しているという。

### アニメオリジナル技
幻星拳（げんせいけん）
『ドラゴンボール』第80話で使用。無数の拳や蹴りの残像を見せつつ、最後に拳の一突きを食らわせる。元々は第22回天下一武道会前の修行の旅の途中で出会った陳大拳が使う陳家星極拳の技であり、「星の光は目には見えれど、すでに実体はそこにあらず」を極意とする。悟空がこの技を受けた際は攻撃に気づかなかったほどであり、悟空は残像拳のようなものだと解釈し独自に習得した。
龍拳（りゅうけん）
初使用は劇場版『龍拳爆発!!悟空がやらねば誰がやる』のヒルデガーン戦。超高速で飛翔し、全身にまとった気により自ら黄金の龍となって敵を貫く必殺技。
『GT』では、超17号戦にて通常状態で使用。超17号の腹を貫き、さらにかめはめ波による追撃で倒している。超サイヤ人4の状態でも三星龍へのとどめと、超一星龍戦で使用。三星龍に対しては倒れていた所へ拳を叩きつけるように打ち込み、そこから黄金の龍が発して貫く形となった。
ゲーム『ドラゴンボールZ3』では、少年時代の悟空がピッコロ大魔王を倒した体当たり攻撃にこの名称があてられている。その他同作では超サイヤ人以降の状態で元気玉を発動すると元気玉を吸収し、龍拳を放つようになっている。また『ドラゴンボール ゼノバース2』では超サイヤ人ブルーの状態で使用。最終決戦の際に主人公を援護するべく使用した。
10倍かめはめ波
超サイヤ人4状態でのみ使えるかめはめ波。具体的な性質は説明されておらず、撃つ直前に手に気を集める時に、普通のかめはめ波より少し大きい隙があり、超サイヤ人4を超えるスピードの四星龍には通用しなかった。悟空は「オレの最高の技」と発言しており、超サイヤ人4状態での最強技のようである。超サイヤ人4の状態で普通のかめはめ波を使用することもあり、『DAIMA』で使ったのも通常のかめはめ波だった。光線の色は最初は普通のかめはめ波と同じ青であったが、超17号戦以降は赤となる。また、初使用時は両手に気を発生させてそれを融合させて放っていたが、その後は通常のかめはめ波と同様の撃ち方になった。
ゲーム作品でも基本的に超サイヤ人4状態の悟空が使っているが『ドラゴンボール改 アルティメット武闘伝』では超サイヤ人3の悟空が使用している。
自爆
超17号戦で超サイヤ人4状態で使用。悟空自身が「自爆」と言う前に、ドクター・ミューが「自爆」と判断した。自分の命と引き換えの攻撃ではないが、悟空は発動後に通常状態に戻ってしまい、体力もほとんどなくなっていた。超17号には接近戦を挑もうにも、瞬間移動の出現場所も簡単に見切られるが、電撃地獄玉の爆発の巨大な音を利用し、瞬間移動で超17号の背中にしがみついて自爆した。しかし超17号はギリギリでバリヤーを張ったため、ほとんどダメージを与えられなかった。超一星龍戦でも、超サイヤ人4状態で超一星龍の背中にしがみついて自爆しようとする。
超ウルトラ元気玉
名称は『GT』第63話の最後のナレーションより。地球の全ての元気に加え、悟空たちが旅した宇宙各地の人々からも元気を貰う究極の元気玉。悟空は超一星龍を倒すには地球の元気だけではとても通用しないと判断し、4人の界王の協力を受けて作り、超一星龍は受け止めることもできずに消滅。この元気玉のエネルギーにより、マイナスエネルギーも消滅している。
バリア
『ドラゴンボール超』の宇宙サバイバル編で使用。体の周りに気による障壁を作り、ラベンダの毒を防いだ。全覧試合で1度ラベンダの毒を見ていたため、悟飯と共に対策として考えた技。

### ゲームオリジナル技
棒術からまん棒（ぼうじゅつからまんぼう）
『ドラゴンボール 神龍の謎』で使用。回転しながら如意棒を振り回す。
ネオメテオスマッシュ
『超武闘伝3』で登場する、メテオスマッシュの強化版。拳と蹴りの猛烈なラッシュの後、瞬間移動で相手の背後に回ってかめはめ波で吹き飛ばす。
限界突破かめはめ波
『ドラゴンボールヒーローズ』や『ドラゴンボール ZENKAIバトルロイヤル』に登場した超サイヤ人ゴッドの悟空が使用。発射こそ遅いが絶大な威力の巨大な赤いかめはめ波を放つ。性能と外見は10倍かめはめ波に似ている。ゲーム『カカロット』ではかめはめ波の最終強化版として登場しており、こちらでは色は通常のかめはめ波と同じになっている。
ドラゴンスマッシュ
『ZENKAIバトルロイヤル』で超サイヤ人ゴッドの状態で使用。敵を打ち上げた後に乱打で吹き飛ばし続けた後、龍拳のような赤い龍のシルエットを纏いフィニッシュの一撃を決める。『ドッカンバトル』ではビルスに対して放った龍のオーラを纏った一撃にこの名称が付けられている。
バーストかめはめ波
『ZENKAIバトルロイヤル』や『ドラゴンボール ゼノバース』で超サイヤ人ゴッドSSの悟空が使用。気の色は従来通りの青だが個性付けされており、前者は近くにいる者を衝撃波で怯ませ、後者は出が早く放射上に広がるため攻撃範囲が広い。
ドラゴンバースト
『ZENKAIバトルロイヤル』で超サイヤ人ゴッドSSの悟空が使用。付随する性能はバーストかめはめ波と同じ。
超神閃撃
『ドラゴンボール ゼノバース』で超サイヤ人ゴッドSSの悟空が使用。手刀を当てた直後に寸勁で相手を吹き飛ばす。類似する技に通常状態でも使用可能な技として、金色のオーラを纏った正拳で敵を殴り飛ばす「超神撃拳」がある。
ゴッドかめはめ波
『ドラゴンボールヒーローズ』で超サイヤ人ゴッドSSの悟空が使用。ドラゴンの口から発射されるような演出が加わるかめはめ波。『ドッカンバトル』では復活したフリーザにトドメを刺した、飛び込んでからのかめはめ波にこの名称が付けられている。
ドラゴンかめはめ波
『ドラゴンボールヒーローズ』のオリジナル技。超サイヤ人ゴッドSSの状態で使用する。身体に神龍の力を纏い、かめはめ波を放つ。
超龍閃撃
『スーパードラゴンボールヒーローズ』で別世界の孫悟空（孫悟空：ゼノと表記される）が通常状態時および超サイヤ人の状態で使用。瞬間移動で相手に近づき、気弾でダメージを与える。
暴走龍撃拳
『スーパードラゴンボールヒーローズ』のオリジナル技。孫悟空：暴走状態時に使用する。連撃を加えたあと、最後に気功波で攻撃する。
また、超サイヤ人ブルー暴走状態時に「暴走爆裂龍撃拳」として使用している。モーションは暴走龍撃拳のものを流用している。
光龍穿孔
『スーパードラゴンボールヒーローズ』のオリジナル技。超サイヤ人ブルーの状態で使用。衝撃波を与えて攻撃する。
乱舞撃滅
『スーパードラゴンボールヒーローズ』に登場。身勝手の極意"兆"の状態で使用する。『ドラゴンボール超』でジレン戦で使用したもので、打ち出した拳から衝撃波を放ち、相手を吹き飛ばす。
白銀の瞬撃
『スーパードラゴンボールヒーローズ』に登場。身勝手の極意"極"の状態で使用する。『ドラゴンボール超』でジレン戦で使用したもので、瞬時に背後に回り込むと同時に攻撃を与え、背後に回ったあとに衝撃が遅れて発生している。
『ドラゴンボール超』では身勝手の極意"極"に覚醒した悟空に向かっていったジレンが攻撃を避けられ、それと同時に攻撃されている。こちらも同様に衝撃が遅れて発生している。
爆砕龍撃砲
『スーパードラゴンボールヒーローズ』に登場。通常状態時に使用する。『ドラゴンボール超』に登場した技で、テレビアニメオープニングおよび本編でトリオ・デ・デンジャーズ戦で使用したものである。
フルパワーかめはめ波
『スーパードラゴンボールヒーローズ』に登場。超サイヤ人の状態で使用する。原作でフリーザ戦で使用したものである。
瞬間移動乱撃波
『スーパードラゴンボールヒーローズ』に登場。通常状態時に使用する。『ドラゴンボールZ』で使用していたものであり、連撃を加えたあと、気弾で攻撃する。
『ドラゴンボールZ』では超サイヤ人2の状態で使用。ブウが放った気弾を避けたのちにブウに接近し、気弾で攻撃している。
レジェンドスマッシュ
『スーパードラゴンボールヒーローズ』に登場。超サイヤ人の状態で使用する。『ドラゴンボールZ 燃えつきろ!!熱戦・烈戦・超激戦』でブロリー戦の終盤で使用したもので、気を放出して強烈な一撃を腹部に与える。
流星かめはめ波 / 神越かめはめ波
『スーパードラゴンボールヒーローズ』に登場。身勝手の極意"兆"の状態で使用する。『ドラゴンボール超』でケフラ戦で使用したもので、瓦礫を飛び越えてかめはめ波で攻撃する。ゲーム『ドラゴンボール ゼノバース2』でも「神越かめはめ波」として同様の技が登場している。こちらは身勝手の極意"極"の状態で使用している。
『ドラゴンボール超』ではケフラが放ったビーム状の気弾を避けてからかめはめ波で攻撃している。
神撃の極意
『スーパードラゴンボールヒーローズ』に登場。身勝手の極意"極"の状態で使用する。アニメ『ドラゴンボール超』でジレン戦で使用していたものであり、連撃で攻撃を加えたあと、腹部に強烈な一撃で攻撃し、相手を吹き飛ばす。
銀龍爆砕撃
『スーパードラゴンボールヒーローズ』に登場。身勝手の極意"兆"の状態で使用する。アニメ『ドラゴンボール超』でジレン戦で使用していたものであり、崖から飛び上がり、その反動を利用して強烈な一撃を与える。
『ドラゴンボール超』では、身勝手の極意"極"の状態で使用している。
瞬間移動神越かめはめ波
『スーパードラゴンボールヒーローズ』に登場。身勝手の極意"兆"の状態で使用する。劇場版『ドラゴンボールZ 神と神』でビルス戦の終盤で使用していたものであり、無数の瞬間移動で撹乱してかめはめ波で攻撃する。
『ドラゴンボールZ 神と神』では、超サイヤ人の状態で使用している。
龍拳かめはめ波
『スーパードラゴンボールヒーローズ』に登場。孫悟空：GTが通常の状態で使用する。アニメ『ドラゴンボールGT』で超17号戦で使用していたものであり、龍拳で相手を貫いたあと、かめはめ波でとどめを刺す。
神越演武
『ドラゴンボールゼノバース2』のオリジナル技。身勝手の極意"極"の状態で使用する。連撃で攻撃して蹴り飛ばしたのち、特大の気弾で攻撃する。

## 戦闘力
作中や関連書籍で判明している悟空の戦闘力。
赤子時：2
アニメにおいてバーダックのスカウターが計測。その低さから「クズ」呼ばわりされた。
初登場時：10、100（大猿化）
大猿時は通常の10倍になる。
第22回天下一武道会：180
3年間の修行により戦闘力が上昇。決勝戦にて対決した天津飯と互角である。
ピッコロ大魔王戦：260
超神水により潜在能力が引き出され、戦闘力が上昇。
ラディッツ戦：334 - 416 - 924
ラディッツのスカウターが計測。416は、超重量の道着を脱いだ時。924は、かめはめ波をラディッツに向けて放った時の数値である。
ナッパ、ベジータ戦：5000 - 8000以上 - 32000
界王星での修行により上昇、また界王拳によりさらに倍加が可能になった。2倍界王拳時ではベジータの18000に及ばないが、3倍界王拳時の数値はベジータの戦闘力を超えており、ブルマのスカウターが21000を超えたところで壊れたために作中での詳細な数値は不明。
ギニュー特戦隊戦時：5000 - 90000 - 180000
100倍の重力を克服しナメック星に到着した時の数値。余計な気の消耗を抑えるために、普段は戦闘力を下げており、攻撃の時のみ瞬間的に上昇させている。5000の数値はジースのスカウター、180000はギニューのスカウターの数値より。ギニューは最初は60000、攻防のあとは「85000までは上がる」と見立てていた。
フリーザ戦：3000000
瀕死の状態から復活し戦闘力が上昇。フリーザとの戦闘中は20倍の界王拳でさらに戦闘力を引き上げている。
超サイヤ人覚醒：1億5000万
クリリンの死により超サイヤ人へ覚醒。戦闘力が平常時の50倍にまで上昇。
ヤコン戦：3000キリ
バビディのエネルギー計測器より。
劇場版第6作目『地球まるごと超決戦』：30000
ターレスのスカウターが計測。この後10倍界王拳を使ったが、神聖樹の実を食べたターレスには及ばなかった。
原作で判明した戦闘力はギニュー戦の180000が最後であり、鳥山明は超サイヤ人に覚醒した悟空の戦闘力について「当時50倍の強さとされていたがちょっと大袈裟で、作者の気持ちとしては今までの10倍ぐらいの変化という感じで描いていたと思う」と語っている。書籍ではフリーザ戦以降の戦闘力は、もはや数値を推し測ることができないほどに跳ね上がっていると解説されている。

## その他

### 服装
破壊神ビルス編、“未来”トランクス編、宇宙サバイバル編
胸と背中の「悟」マークが復活。他は人造人間編〜魔人ブウ編と同じである。破壊神選抜格闘試合が終わった後は再び着るようになった。
フリーザ復活編〜破壊神シャンパ編
亀仙流の道着の流れを組まなくなり、オレンジ色の柔道着風の道着に青い帯で、帯は再び結び目のあるタイプに戻っている。また、アンダーシャツを着用していない。靴は青色で面ファスナータイプのものになっている。胸にはウイスとの修行中にウイスから描かれた落書きがある。
劇場版ではこの道着に変わった理由は明らかにされなかったが、ベジータの戦闘服と共にブルマの指令でカプセルコーポレーションの開発部により特殊な生地で作られたと解説されている。
劇場版『ブロリー』、劇場版『スーパーヒーロー』
帯の結び目が復活。胸と背中のマークは「悟」。ナメック星編で着用していた道着とほぼ同じだが、道着の首の切れ込みは人造人間編以降と同様に大きくなっている。氷の大陸でのブロリー戦では道着の上に青色のジャンパーを着用した。
銀河パトロール囚人編
破壊神ビルス編、“未来”トランクス編、宇宙サバイバル編と同じであるが、一時的に銀河パトロール特別隊員に任命された際に胸には銀河パトロールのマークがデザインされている。

### 備考
初代担当の鳥嶋和彦に「君の主人公は地味だね」と言われた鳥山は、「悟空を一番よく表してる言葉は『強くなりたい』っていうことで、それを前面に出した」と語っている。鳥山は、頭身が低いと戦いにくいのでバトルに特化させるために、「悟空を大きくしないと、連載を続けられない」と主張して鳥嶋を心配させたが、読者の抗議の電話は全然なかったという。祖父の孫悟飯が怪物に殺されたと悟空が思った理由について鳥山は「怪物が出るということをじいちゃんからよく聞かされており、家が壊され、じいちゃんが死んでいたため、そうに違いないと思ったからです」と語っている。鳥山いわく「いつも読者の意表をつきたいと考えているので、天下一武道会で悟空の優勝を望む葉書が多くて悟空の優勝をやめたことがある」と語っている。
鳥山明は超サイヤ人になって悟空の目の形が変わったことを「通常のデザインの目だと微妙な目線が出にくく横が向きにいため、どうにか普通の、どこを見ているかわかりやすい目にしたかったというのもあった。最初に変身してフリーザを見上げるときの目はブルース・リーをイメージしていて、あのキッとこっちを睨んだ目に痺れたからフリーザ編はそれがやりたくて、悟空があの目をした時までが目標であったから自分の中ではフリーザ編はもう終わっていて、これから闘うのか、嫌だなぁと思ってました。いざ描いてみたら自分のイメージとちょっと違っていて、ブルース・リーのほうがかっこよかったなぁ、と思いましたけど」と証言している。
ピッコロ大魔王編の時期に、「『Dr.スランプ』に登場する則巻アラレと悟空が戦ったらどっちが強いですか?」との質問に対し作者の鳥山は「アラレちゃんの方が強いんじゃないかなあ」と返答している。
ラディッツの回想やアニメにおいては赤ん坊の姿も登場している。また、連載中に書かれた原作者である鳥山明自身のことを題材とした漫画では「いったいドラゴンボールはいつ終わるのか、この先どうなっていくのかは本当に僕自身も知らない。ひょっとしたら悟空も、こんなおじいさんになってしまうかもしれない」というコメントと一緒に老人の姿になった悟空も掲載されている。

### ゲーム関係
原作の主人公であるため、ほとんどのシリーズで主役を務めている。
『ドラゴンボールZ 強襲!サイヤ人』から『ドラゴンボールZIII 烈戦人造人間』までは、操作できる期間がゲーム序盤と中盤以降に限られ、出番自体は少ない。さらに、『ドラゴンボールZ 超サイヤ伝説』や『ドラゴンボールZ 悟空激闘伝』では、界王拳前提のゲームバランスであるため、素の戦闘力は仲間内でも低く設定されている。『ドラゴンボールZ 超武闘伝2』では主人公ではなく、ブロリーと共に隠しキャラクターとなっている。さらにストーリーモードである「武闘伝モード」では、悟飯を主人公に選んで特定の条件を満たすことにより、最後に現れる隠しボスとして登場する。
『ドラゴンボールZ 超サイヤ伝説』や『ドラゴンボールZ 悟空飛翔伝』では、元気玉の使用には「元気を集めるのに時間がかかる」という原作の再現として、1ターンの行動回数を余分に消費したり、ターンを跨いで元気玉を完成させなければならない条件がある。その特徴はリアルタイムで対戦する『ドラゴンボールZ Sparking!』シリーズ以降はさらに強調され、「オラに元気をわけてくれ！」、「元気玉準備」といった専用技が登場。重ねて使うことで元気玉の威力や範囲が強化される反面、一定時間無防備になってしまう欠点がある。
原作の物語を追体験できる『ドラゴンボールZ 超悟空伝 -突激編-』、『ドラゴンボールZ 超悟空伝 -覚醒編-』では悟空の視点から物語を読み解き、原作の選択とは異なる行動を取ることで物語全体の運命を左右するIFが発生する。『ドラゴンボールZ 舞空闘劇』でのIFストーリーではほかのキャラクター主演のシナリオの都合上、序盤から退場するケースが多いが、キャラクター性能は各種ゲームによって異なるが、基本的に標準以上のスタンダードなキャラクターに仕上げられることが多く、火力重視の仕様から技巧重視のテクニカルキャラクターまでと、キャラクター性能はさまざまである。
『ドラゴンボールZ カカロット』においては主役ではあるが原作通りに物語が展開する都合上、離脱することが多い。各章のインターバル中でも操作はできない。キャラクターの性能としては非常に高く、超サイヤ人3にまで変身できるため攻撃力も高いほか、DLC「新たなる覚醒」では超サイヤ人ゴッドや超サイヤ人ゴッド超サイヤ人にも変身できるようになる。フィールドを探索している時には様々なコメントもしてくれる。また、釣りをする際には原作第1話で少年時代の悟空が行っていたシッポで魚を誘っておびき寄せたところに蹴りを入れる方法で魚を釣る。
『フォートナイト』では2022年8月にベジータ、ブルマ、ビルスと共にアイテムショップに登場した。

## テーマソング
孫悟空ソング
歌 - 野沢雅子 / 作詞 - 河岸亜砂 / 作曲 - 菊池俊輔 / 編曲 - 神保正明
悟空のGOKIGENジャーニー
歌 - 野沢雅子 / 作詞 - 森由里子 / 作曲 - いけたけし / 編曲 - 山本健司
あいつは孫悟空
歌 - 影山ヒロノブ&Waffle / 作詞 - 森雪之丞 / 作曲 - 清岡千穂 / 編曲 - 山本健司
俺たちのエナジー
歌 - 影山ヒロノブ / 台詞 - 野沢雅子（孫悟空） / 作詞 - 前田耕一郎 / 作曲・編曲 - 藤原いくろう